# Fußballnationalmannschaft der Vereinigten Arabischen Emirate (U-20-Männer)
Die U-20-Fußballnationalmannschaft der Vereinigten Arabischen Emirate ist eine Auswahlmannschaft von Fußballspieler aus den Vereinigten Arabischen Emiraten. Sie unterliegt der United Arab Emirates Football Association und repräsentiert sie international auf U-20-Ebene, etwa in Freundschaftsspielen gegen die Auswahlmannschaften anderer nationaler Verbände oder bei U-20-Weltmeisterschaften und U-19-Asienmeisterschaften.
Die Mannschaft nahm bislang an drei Weltmeisterschaften teil, bei denen sie 1997 im Achtelfinale ausschied, 2003 und 2009 hingegen erst im Viertelfinale.
Sie wurde 2008 Asienmeister und erreichte 1985 sowie 1996 den dritten Platz.

## Teilnahme an U-20-Weltmeisterschaften
| 1977 | nicht qualifiziert |
| 1979 | nicht qualifiziert |
| 1981 | nicht qualifiziert |
| 1983 | nicht qualifiziert |
| 1985 | nicht qualifiziert |
| 1987 | nicht qualifiziert |
| 1989 | nicht qualifiziert |
| 1991 | nicht qualifiziert |
| 1993 | nicht qualifiziert |
| 1995 | nicht qualifiziert |
| 1997 | Achtelfinale       |
| 1999 | nicht qualifiziert |
| 2001 | nicht qualifiziert |
| 2003 | Viertelfinale      |
| 2005 | nicht qualifiziert |
| 2007 | nicht qualifiziert |
| 2009 | Viertelfinale      |
| 2011 | nicht qualifiziert |
| 2013 | nicht qualifiziert |
| 2015 | nicht qualifiziert |
| 2017 | nicht qualifiziert |
| 2019 | nicht qualifiziert |
| 2023 | nicht qualifiziert |
| 2025 | nicht qualifiziert |

## Teilnahme an U-20-Asienmeisterschaften
(bis 2006 Junioren-Asienmeisterschaft)
| 1959 | nicht teilgenommen |
| 1960 | nicht teilgenommen |
| 1961 | nicht teilgenommen |
| 1962 | nicht teilgenommen |
| 1963 | nicht teilgenommen |
| 1964 | nicht teilgenommen |
| 1965 | nicht teilgenommen |
| 1966 | nicht teilgenommen |
| 1967 | nicht teilgenommen |
| 1968 | nicht teilgenommen |
| 1969 | nicht teilgenommen |
| 1970 | nicht teilgenommen |
| 1971 | nicht teilgenommen |
| 1972 | nicht teilgenommen |
| 1973 | nicht teilgenommen |
| 1974 | nicht teilgenommen |
| 1975 | nicht teilgenommen |
| 1976 | nicht teilgenommen |
| 1977 | nicht teilgenommen |
| 1978 | nicht teilgenommen |
| 1980 | nicht teilgenommen |
| 1982 | 4. Platz           |
| 1985 | 3. Platz           |
| 1986 | nicht qualifiziert |
| 1988 | 4. Platz           |
| 1990 | nicht qualifiziert |
| 1992 | 4. Platz           |
| 1994 | nicht qualifiziert |
| 1996 | 3. Platz           |
| 1998 | nicht qualifiziert |
| 2000 | Vorrunde           |
| 2002 | Viertelfinale      |
| 2004 | nicht qualifiziert |
| 2006 | Vorrunde           |
| 2008 | Sieger             |
| 2010 | Viertelfinale      |
| 2012 | Vorrunde           |
| 2014 | Viertelfinale      |
| 2016 | Vorrunde           |
| 2018 | Vorrunde           |
| 2023 | nicht qualifiziert |
| 2025 | nicht qualifiziert |

## Ehemalige Spieler
- Abdelaziz Sanqour (2008–2010, A-Nationalspieler)
- Abdulaziz Haikal (2008–2010, A-Nationalspieler)
- Ahmed Ali (2008–2010, A-Nationalspieler)
- Ahmed Khalil (2006–2010, A-Nationalspieler)
- Ali Mabkhout (2008–2009, A-Nationalspieler)
- Amer Abdulrahman (2004–2009, A-Nationalspieler)
- Hamdan Al-Kamali (2006–2009, A-Nationalspieler)
- Ismail Matar (2003, A-Nationalspieler)
- Khamis Esmaeel (2008–2010, A-Nationalspieler)
- Mahir Jasem (2010–2011, A-Nationalspieler)
- Mohamed Ahmed (2008–2009, A-Nationalspieler)
- Omar Abdulrahman (2007–2010, A-Nationalspieler)
- Sultan Bargash (2008–?, A-Nationalspieler)
- Theyab Awana (2007–2009, A-Nationalspieler)
- Yousif Abdelrahman Al Bairaq (2008–2009, A-Nationalspieler)